# Libocedrus bidwillii
Libocedrus bidwillii (pahautea) es una especie de Libocedrus, endémico de Nueva Zelanda tanto en la Isla Norte e Isla Sur; en la Isla Norte, se desarrolla desde Te Aroha hacia el sur. Crece a 250–1,200 m de altitud en bosques templados bosques templados húmedos.

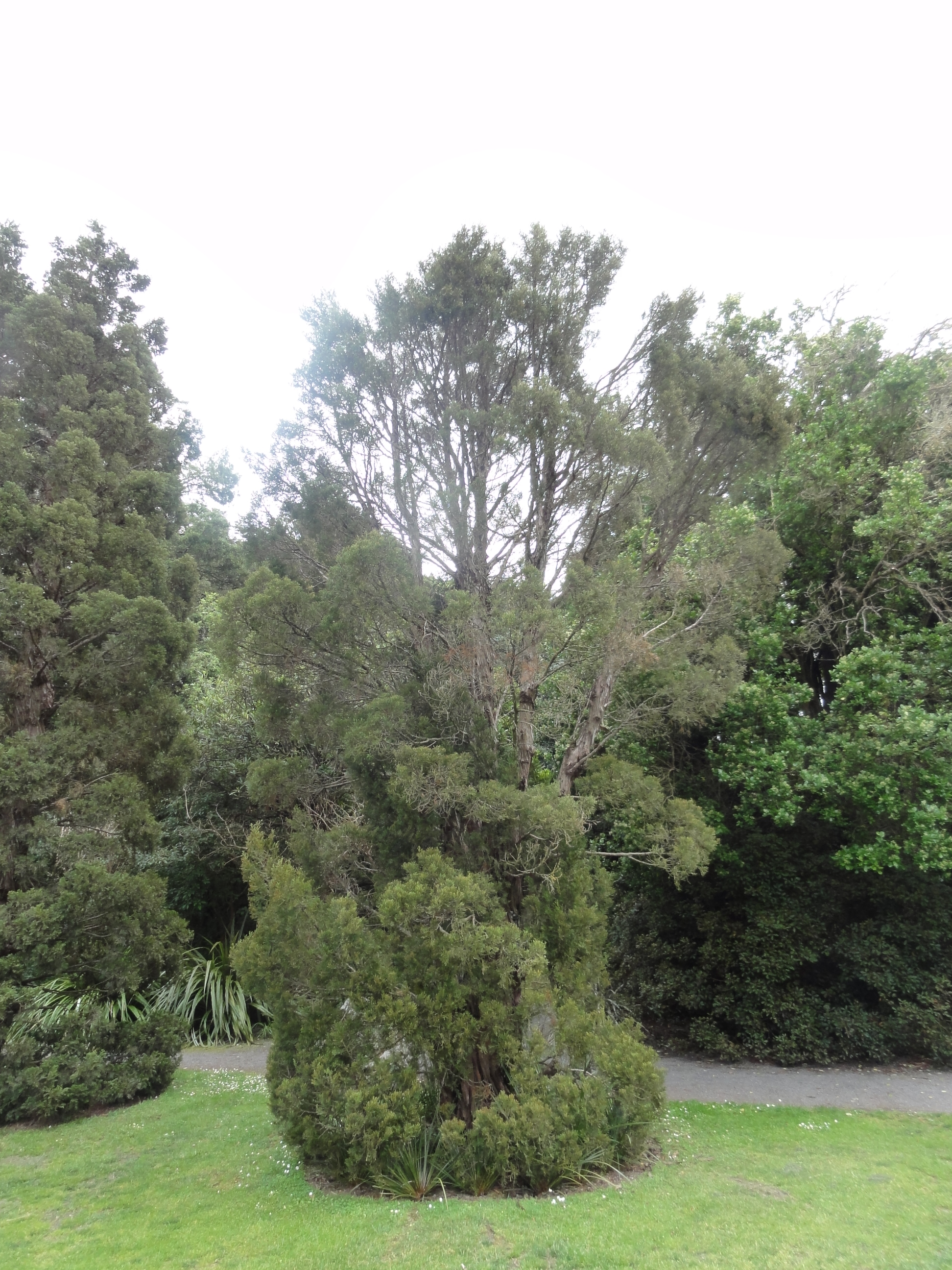
Vista del árbol

## Descripción
Es un árbol conífero perennifolio que puede crecer hasta 25 m de alto, con un tronco de hasta 1.5 m de diámetro. El follaje está dispuesto en ramilletes aplanados; las hojas tienen forma de escamas, 1.5–2 mm de largo y 1 mm de ancho, arregladas en pares decusados opuestos en las yemas. Los conos son cilíndricos, 8–12 mm de largo, con cuatro escamas cada uno con una prominente bráctea curveada en forma de espina; estos están dispuestos en dos pares decusados alrededor de una columela central; el par exterior de escamas es pequeño y estéril, el par interior es grande, llevando dos semillas aladas. Estas maduran en alrededor de seis a ocho meses después de la polinización. Los conos de polen miden 2.5–5 mm de largo.

## Taxonomía
Libocedrus bidwillii fue descrito por Joseph Dalton Hooker y publicado en Handbook of the New Zealand Flora 257. 1864.
Etimología
Libocedrus: nombre genérico que deriva de las palabras griegas: 
libo = "lágrima" y cedrus = Cedrus".
bidwillii: epíteto otorgado en honor de John Carne Bidwill (1815-1853), un botánico australiano nacido en Inglaterra que se convirtió en el primer director de los Jardines Botánicos Reales de Sídney.